# NGC 362
NGC 362 (również GCL 3 lub ESO 51-SC13) – gromada kulista, znajdująca się w gwiazdozbiorze Tukana w odległości ok. 28 tys. lat świetlnych. Jej odległość od centrum Galaktyki wynosi 30,6 tys. lat świetlnych. Została odkryta 1 sierpnia 1826 roku przez Jamesa Dunlopa.